# Антонищак, Андрей Фёдорович
Андрей Фёдорович Антонищак (укр. Андрій Федорович Антонищак; 23 июня 1969 — 27 марта 2024, Львов) — украинский политик и общественный деятель, участник событий Евромайдана, координатор 1-го батальона оперативного назначения Национальной гвардии Украины.
Народный депутат Украины 8-го созыва. В Верховную Раду 8-го созыва он прошёл номером 39 по списку Блока Петра Порошенко, являлся членом комитета Верховной Рады Украины по вопросам налоговой и таможенной политики.

## Биография
Андрей Фёдорович Антонищак родился 23 июня 1969 года в городе Новый Роздол Львовской области.
C 1976 по 1986 годы учился в Новороздельской средней школе № 3. С 1986 по 1991 годы учился в Львовском техникуме механической обработки дерева по специальности «техник-технолог мебельного производства». В 2005—2009 годах обучался в Межрегиональной академии управления персоналом по специальности — «управление персоналом и бизнесом».
Работал на коммерческих предприятиях в Новом Роздоле, в том числе на руководящих должностях. В конце 2013 — начале 2014 года принимал активное участие в событиях Евромайдана.
С 27 ноября 2014 года — народный депутат Украины 8-го созыва, номер 39 в избирательном списке партии «Блок Петра Порошенко». Участвует в работе комитета Верховной Рады Украины по вопросам налоговой и таможенной политики.
Голосовал за скандальный закон о конвертации кредитов валютных заёмщиков, но позже отозвал свой голос.
11 августа 2017 года в Каменка-Бугском районе Львовской области полиция остановила автомобиль, которым в нетрезвом состоянии управлял Андрей Антонищак. Он отказался проходить экспертизу на алкотестере, а его алкогольное опьянение подтвердили два свидетеля. 28 ноября Николаевский районный суд Львовской области постановил закрыть дело за истечением срока наложения административного взыскания.
25 декабря 2018 года включён в санкционный список России.
Скончался 27 марта 2024 года из-за проблем со здоровьем, связанных с ранением, полученным в ходе боевых действий.

## Награды
29 сентября 2014 года был награждён медалью «За военную службу Украине» с формулировкой «за личное мужество и героизм, проявленные при защите территориальной целостности Украины».
- Орден Богдана Хмельницкого II степени (27 декабря 2022) — за личное мужество и высокий профессионализм, проявленные в защите государственного суверенитета и территориальной целостности Украины, верность военной присяге.
- Орден Богдана Хмельницкого III степени (2016)[12]